# 크렘 카라멜
크렘 카라멜(프랑스어: crème caramel) 또는 캐러멜 푸딩(영어: caramel pudding)은 캐러멜 시럽을 올린 커스터드 푸딩이다. 스페인어권에서는 플란(스페인어: flan)이라 불린다. 프랑스의 국민 음식 가운데 하나로 여겨진다.

## 이름
프랑스어 "크렘(crème)"은 "크림"을 뜻하는 명사이며, 여기서는 "크렘 앙글레즈"나 "크렘 파티시에르"에서와 같이 "커스터드"를 뜻한다. 따라서 "크렘 카라멜(crème caramel)"은 "캐러멜 크림(커스터드)"이라는 뜻이다.

## 역사
페니키아, 고대 그리스, 고대 로마에서 우유와 달걀로 만든 비슷한 후식을 먹었다. 로마 제국의 티로파티남은 꿀과 후추를 넣어 만들었다. 캐러멜 시럽을 곁들이는 요리법은 중세 스페인에서 시작되었다.

## 만들기
우유, 크림, 달걀 노른자 등으로 커스터드를 만들기 전에, 커스터드를 담아 익힐 그릇을 설탕을 녹여 만든 카라멜 시럽으로 코팅한다. 중탕냄비나 오븐 안에서 중탕으로 익힌 뒤, 그릇을 뒤집어 푸딩 위에 시럽이 올려진 모양으로 낸다. 조리 용 그릇으로는 가운데 구멍이 있는 푸딩 팬이나 라메킨이 자주 사용된다.

## 변형
포르투갈에서는 레몬 제스트, 시나몬과 베이컨을 넣어 만든 캐러멜 푸딩인 푸딩 아바드 드 프리스쿠스를 먹는다.
브라질과 베네수엘라에서는 연유를 넣어 만든 캐러멜 푸딩이 각각 푸징 지 레이치 콘덴사두(브라질 포르투갈어: pudim de leite condensado→연유 푸딩)와 케시요(스페인어: quesillo→작은 치즈)로 불린다.

## 문화
프랑수아 올랑드 대통령의 별명인 "므시외 플랑비(Monsieur Flanby→플랑비 씨)"는 네슬레 사와 락탈리 사의 합작투자 회사인 Lactalis Nestlé Produits Frais가 판매하는 캐러멜 푸딩 제품인 플랑비의 이름을 땄다.

## 사진

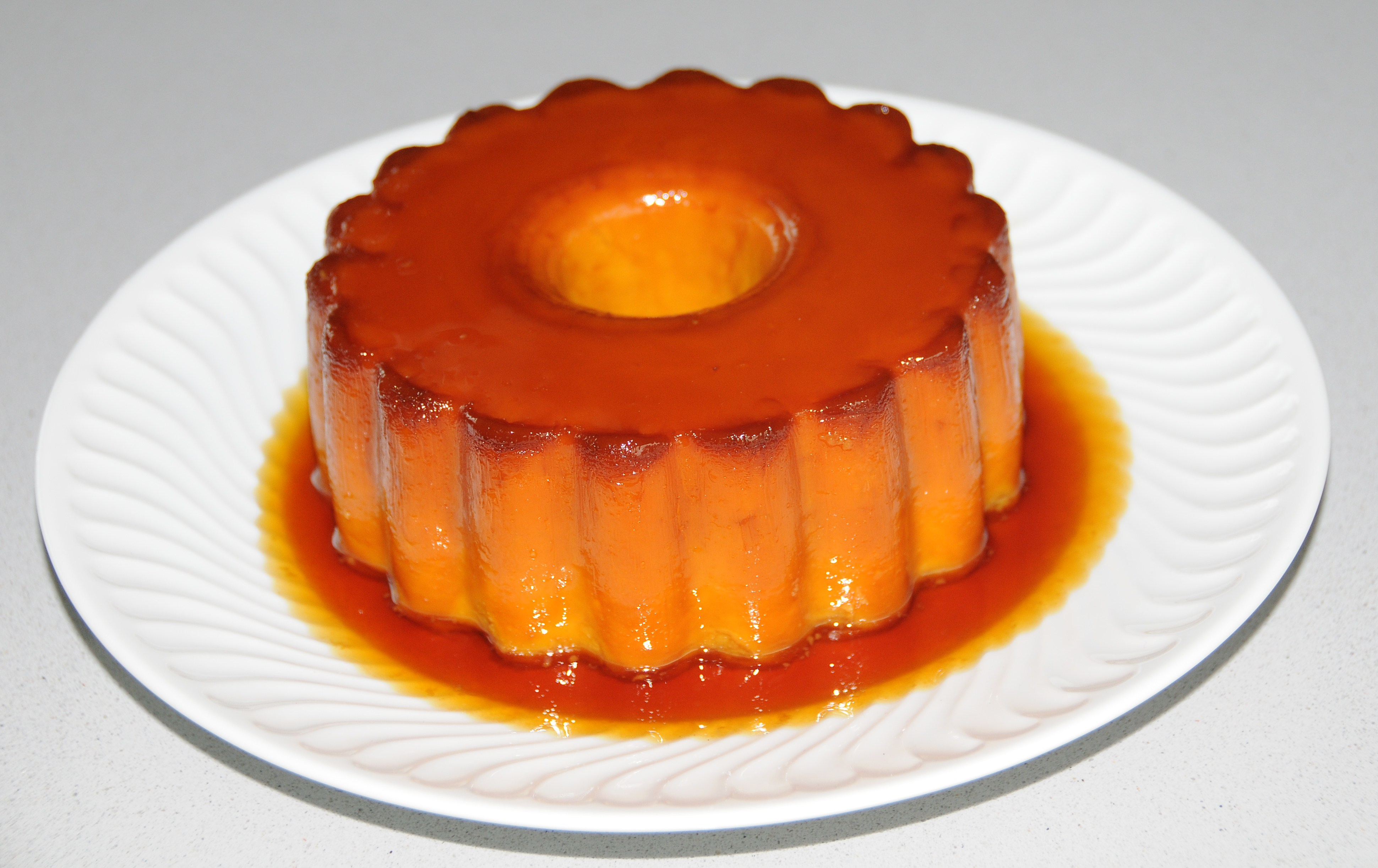
푸딩 아바드 드 프리스쿠스(포르투갈)
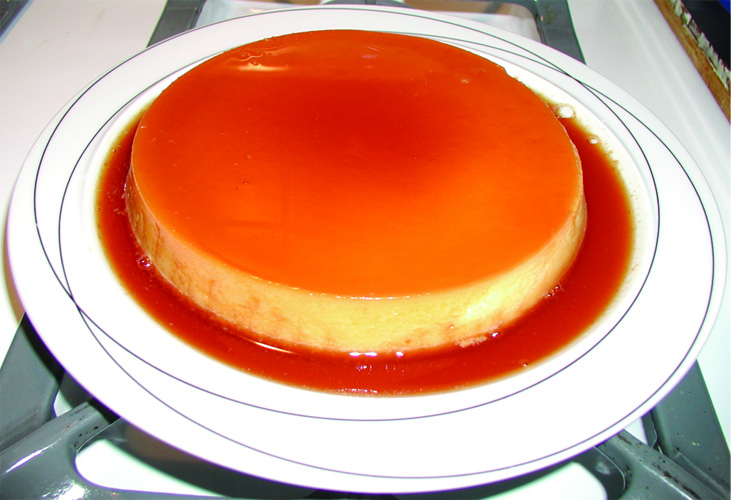
케시요(베네수엘라)

## 같이 보기
- 크렘 브륄레